# OLPC XO
XO är den första datorn som utvecklats i projektet One Laptop per Child (OLPC). Tillverkning av datorn började tisdagen den 6 november 2007.

## Tekniska uppgifter XO
- Processor: AMD (433 MHz)
- RAM: 256 MB
- Hårddisk: 1024 MB (flashminne)
- Skärm: SVGA 7,5"
- Operativsystem: Specialversion av GNU/Linux (RedHat)
- Övrigt: WiFi och USB